# Pawel Olegowitsch Tabakow

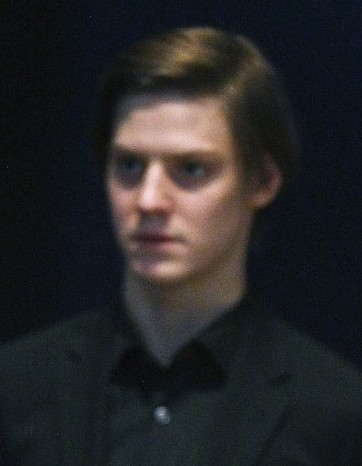
Pawel Olegowitsch Tabakow (2018)

Pawel Olegowitsch Tabakow (russisch Павел Олегович Табаков, wiss. Transliteration Pavel Olegovič Tabakov; * 1. August 1995 in Moskau) ist ein russischer Theater- und Filmschauspieler.

## Leben
Tabakow stammt aus einer Schauspielerfamilie. Sein Vater war der Film- und Theaterschaffende Oleg Pawlowitsch Tabakow (1935–2018), seine Mutter ist die Schauspielerin Marija Wjatscheslawowna Sudina (* 1965). Er gab sein Bühnendebüt im Alter von 12 Jahren. 2011 trat er der Oleg Tabakow Theaterschule bei. Nach seinem Abschluss wurde er 2015 unter der Leitung von Oleg Tabakow am Moskauer Theater aufgenommen. 2018 verließ er das Theater.
2014 gab er sein Filmdebüt in The Star. Eine größere Rolle hatte er 2016 in Der Duellist. Von 2017 bis 2019 war er in insgesamt 21 Episoden der Fernsehserie The Rise of Catherine the Great zu sehen.

## Filmografie
- 2014: The Star (Zvezda/Звезда)
- 2015: Happiness is (Schaste - eto.../Счастье - это...)
- 2015: Orlean (Орлеан)
- 2016: Der Duellist (Dueljant/Дуэлянт)
- 2017: Things I Like About You (Kurzfilm)
- 2017: Ekaterina. Vzlyot (Екатерина. Взлёт) (Fernsehserie)
- 2017: Akado (Акадо) (Kurzfilm)
- 2017–2019: The Rise of Catherine the Great (Ekaterina/Екатерина) (Fernsehserie, 21 Episoden)
- 2018: How I Came to Be... (Kak ya stal.../Как я стал...)
- 2018: The Mutiny (Myatezh/Мятеж) (Mini-Serie)
- 2019: Prazdnik (Праздник)
- 2019: Die Schlacht um Sibirien (Tobol/Тобол)
- 2019: Myortvoe ozero (Мертвое озеро) (Fernsehserie, 8 Episoden)
- 2020: Beware of Dog
- 2020: Call-Center (Koll-tsentr/Колл-центр) (Mini-Serie)
- 2020: Doktor Liza (Доктор Лиза)
- 2020: Unprincipled (Besprintsipnye/Беспринципные) (Fernsehserie, 8 Episoden)
- 2020: Podarok (Mini-Serie)